# Hans Lanner
Johann „Hans“ Lanner (* 5. Dezember 1873 in Reichenau an der Rax; † 13. Februar 1964 ebenda) war ein österreichischer Zitherspieler, Lehrer und Komponist.

## Leben
Hans Lanner wurde im Jahre 1873 auf der als Scheiterplatz bezeichneten Hube in Reichenau an der Rax als Sohn eines Holzarbeiters geboren. Er verbrachte nahezu sein gesamtes Leben am Scheiterplatz, unweit des berühmten Hotels Thalhof, wo auch zu dieser Zeit maßgebliche Vertreter aus Kunst und Wissenschaft zu Gast waren. Vor allem Lanners Vater war hierbei ein gesuchter Begleiter von Ausflügen, sogenannten Partien, in der Umgebung. Im Alter von zehn Jahren erhielt Hans Lanner ersten Unterricht an der Zither und wurde in der örtlichen Volksschule auch im Violinenspielen unterrichtet. Bei den Partien seines Vaters kam der junge Hans Lanner auch mit Mitgliedern des österreichischen Kaiserhauses in Kontakt und konnte diesen seine Fertigkeiten auf der Zither näherbringen. Hierbei lernte er auch seinen Gönner, den damaligen Erzherzog Carl Franz Joseph Ludwig Hubert Georg Otto Maria von Österreich, der später als Karl I. der letzte Kaiser von Österreich wurde, kennen. Ab 1910 spielte er dem damaligen Erzherzog regelmäßig auf der Zither vor, war aber hauptberuflich, wie bereits sein Vater, als Holzmeister tätig. Dennoch erhielt er wiederholt Einladungen in das kaiserliche Schloss Wartholz und spielte im Jahre 1911 gar bei der Hochzeit des Erzherzogs mit Zita von Bourbon-Parma. Weiters besuchte er das Paar in den Garnisonsstädten Brandeis (im heutigen Tschechien) und Kolomea (in der heutigen Ukraine), wo er 1912 auch den Ehrentitel „Kammerzitherspieler“ verliehen bekam. Unter anderem mit seinem Sohn Johannes verreiste er auch ins kaiserliche Schloss Hetzendorf, um dort zu musizieren.
Nachdem der mittlerweile zum Kaiser aufgestiegene und bis zu seinem Verzicht auf „jeden Anteil an den Staatsgeschäften“ im Jahre 1918 abgetretene Karl I. ins Exil in die Schweiz gegangen war, wurde er im Jahre 1920 unter anderem auch hierher eingeladen, um in der Villa Prangins am Genfersee für „seinen“ Kaiser zu spielen. In den Wochen seines dortigen Aufenthaltes entstanden auch zahlreiche Musikstücke für die Mitglieder des Kaiserhauses. Diese waren in ihrer Art die letzten und sind „als Dokumente einer tiefen emotionalen Beziehung, die auch die Katastrophenjahre des Ersten Weltkrieges und die Monarchie überdauert hat,“ zu hören. Nach dem Tod des Kaisers auf Madeira im Jahre 1922 und die ökonomischen und politischen Wirrnisse der kommenden Jahre veranlassten Lanner das Zitherspielen weitgehend aufzugeben und sich auf seinen Beruf als Holzmeister zu konzentrieren. Dennoch trat er in seiner näheren Umgebung in größerem Umfang als Zitherlehrer in Erscheinung, was dem Instrument in den Ortschaften Reichenau und Hirschwang und den anderen umliegenden Orten zu einem Aufschwung verhalf. Noch heute leben in der Region viele Menschen, die einst von Hans Lanner unterrichtet wurden. Aufgrund seiner Popularität wurde im Jahre 1999 auch der nach ihm benannte Hans Lanner Regionalmusikschulverband, der die Gemeinden Breitenstein, Reichenau an der Rax, Payerbach, Semmering, Schottwien und Schwarzau im Gebirge verbindet, ins Leben gerufen.
Einen letzten Kontakt mit dem ehemaligen Kaiserhaus erlebte der damals 77-Jährige bei der Hochzeit des ältesten Sohnes von Kaiser Karl, Otto von Habsburg, in Nancy, wo er als Zitherspieler auftrat. Nach dem Tod seiner Ehefrau Maria im Jahre 1953 lebte Lanner noch über ein Jahrzehnt lang auf dem Scheiterplatz und spielte, wie schon in seiner Jugend, für die hier urlaubenden Gäste auf der Zither, wodurch er nochmal überregionale Bekanntheit genoss. Am 13. Februar 1964 verstarb Hans Lanner 90-jährig in seinem Geburtshaus am Scheiterplatz in der Gemeinde Reichenau an der Rax. 40 Jahre nach seinem Ableben erschien von der österreichischen Zitherspielerin Cornelia Mayer das Werk Heute habt ihr wieder sehr, sehr schön gespielt! mit einem Einblick auf das Leben Hans Lanners und dem Abdruck seines Tagebuchs.

## Spielweise
Lanner spielte auf und komponierte für eine Zither in der nach Carl Ignaz Franz Umlauf (1824–1902) benannten Umlaufschen Wiener Stimmung, auch Wiener Besaitung genannt. Im Unterschied zu der weitaus gängigeren Standardbesaitung hatte diese tiefere Bässe im Bassregister der Freisaite und hatte auch die Hilfssaite g1 am Griffbrett. Der kompositorische Autodidakt Lanner hatte seine musikalischen Wurzeln in der Volksmusik und etablierte sich später in der Kunstmusik auch in den allerhöchsten Kreisen.